# Anni 70 a.C.
Gli anni 70 a.C. sono il decennio che comprende gli anni dal 79 a.C. al 70 a.C. inclusi.

## Nati
- Liu Xiang, scrittore cinese († 8 a.C.)77 a.C.
- Fulvia, nobildonna romana († 40 a.C.)76 a.C.
- Gaio Asinio Pollione, politico, oratore e storico romano († 5)
- Giulia, nobildonna romana († 54 a.C.)75 a.C.
- Calpurnia, romana74 a.C.
- Atenodoro Cananita, storico romano († 7)
- Giunia Seconda, romana
- Gaio Cassio Parmense, scrittore romano († 31 a.C.)
- Quinto Elio Tuberone, giurista, scrittore e politico romano73 a.C.
- Cornelia Metella, nobildonna romana70 a.C.
- 15 ottobre - Publio Virgilio Marone, poeta romano († 19 a.C.)
- Crinagora, poeta e diplomatico greco antico († 18)
- Licoride, ballerina romana
- Scribonia, nobildonna romana

## Morti
- Lucio Cornelio Silla, generale romano (n. 138 a.C.)
- post - Publio Rutilio Rufo, militare, politico e storico romano (n. 154 a.C.)77 a.C.
- Tito Quinzio Atta, poeta romano76 a.C.
- Appio Claudio Pulcro, politico romano (n. 141 a.C.)
- Marco Emilio Lepido, politico romano75 a.C.
- Orode I, sovrano
- Zenone di Sidone, filosofo greco antico (n. 150 a.C.)74 a.C.
- Gaio Aurelio Cotta, politico e oratore romano
- Nicomede IV, re (n. 134 a.C.)
- Lucio Elio Stilone Preconino, scrittore e grammatico romano (n. 154 a.C.)73 a.C.
- Lentulo Batiato, preparatore atletico romano
- Lucio Marcio Filippo, politico romano (n. 141 a.C.)72 a.C.
- Crixo, militare gallico
- Marco Perperna Ventone, militare e politico romano
- Quinto Sertorio, politico e militare romano (n. 126 a.C.)71 a.C.
- Marco Antonio Cretico, militare romano (n. 115 a.C.)
- Quinto Arrio, politico e generale romano
- Casto, militare gallico
- Gannico, militare gallico
- Spartaco, militare romano (n. 109 a.C.)70 a.C.
- Sanatruce I, sovrano (n. 157 a.C.)